# Enrico Onofri
Enrico Onofri (Ravena, 1 de abril de 1967) es un violinista y director de orquesta italiano, considerado como uno de los «más destacados e influyentes violinistas barrocos» y «un mago en el violín».

## Biografía
Onofri aprendió a tocar el violín en su ciudad natal, para marchar después a cursar los estudios superiores de música en el Conservatorio de Milán. Después de formarse en violín clásico cambió al violín barroco. Durante su formación ya fue primer violín en La Capella Reial de Catalunya bajo la dirección de Jordi Savall. Onofri ha formado parte también del conjunto austriaco de música barroca, Concentus Musicus Wien con Nikolaus Harnoncourt y del Concerto Italiano dirigido por Rinaldo Alessandrini.
En 1987 fue solista y concertino del conjunto barroco italiano, Il Giardino Armonico y desde 2000, dirige el grupo Imaginarium Ensemble fundado por él. Como director de orquesta, ha conducido, entre otras, la Academia Montis Regalis o la orquesta barroca portuguesa, Divino Sospiro que se encuentra en el Centro Cultural de Belém, en Lisboa, de la que es titular desde 2005. También dirigió la Orquesta barroca de la Unión Europea en 2008 y en varias ocasiones, la Orquesta Barroca de Sevilla. Como profesor, lo es de violín en el Conservatorio Bellini de Palermo, y ha sido profesor invitado en la Julliard School de Nueva York.
Enrico Onofri tiene una extensa discografía que comprende más de cuarenta discos compactos, grabaciones de vídeo o DVD, sobre todo interpretando obras de Antonio Vivaldi, aunque también otras piezas de música barroca italiana y francesa, incluyendo los conciertos de Brandeburgo de Johann Sebastian Bach y varias piezas notables de Claudio Monteverdi.